# En tokig sång
"En tokig sång" (engelska: The Silly Song), "Dvärgarnas joddelsång" (engelska: The Dwarfs' Yodel Song) eller "Jag fångade en räv" är en sång skriven av Frank E. Churchill (musik) och Larry Morey (text). Den sjungs av de sju dvärgarna i Disneyfilmen Snövit och de sju dvärgarna från 1937, där Glader och Blyger tar ton. Den svenska texten författades av Bernt Dahlbäck.
1938 sjöngs Blyger på svenska av Nils Hultgren, och av Mille Schmidt i 1982 års nypremiär. Glader sjöngs 1938 av någon från Wiggerskvartetten (osäkert exakt vem), då under titeln "En dum sång", och av Hans Lindgren i nypremiären.
Sången har egentligen inte mycket med jul att göra, men eftersom den i Sverige finns med i Snövitinslaget i Kalle Anka och hans vänner önskar God Jul har den svenskspråkiga versionen i Sverige blivit en julsång. Den blev bland annat föremål för inspelning av Kikki Danielsson på julalbumet Min barndoms jular 1987, då både dvärgarna och Kikki Danielsson joddlar. Wizex hade dock redan 1978 spelat in den, och släppt den på singel.
Den har även spelats in av Drängarna som andraspår på singeln Vintermorgon från 1995.

## Publikation
- Barnens svenska sångbok, 1999 (svenska), under rubriken "Hemma i världen".